# Roger Ducos
Pierre Roger Ducos (Dax, 25 de julio de 1747 – Ulm, 16 de marzo de 1816) fue un político francés, miembro de la Convención Nacional y del Directorio. 
Fue elegido diputado de la Convención por el departamento de Landes. Tomó asiento en el llano, es decir, en el partido que no tenía ninguna opinión política propia, que se inclinaba siempre al lado más fuerte, por lo que votó la muerte de Luis XVI. Fue miembro del Consejo de los Quinientos, a los cuales presidió el 18 de Fructidor del año V. Al final de su periodo se convirtió en juez de paz, pero después del golpe de Estado parlamentario del 30 de Prairial del año VIII, lo nombraron miembro del directorio ejecutivo, gracias a la influencia Paul Barras, que pretendía usarlo como un instrumento pasivo. Ducos aceptó el golpe de Estado de Napoleón Bonaparte del 18 de Brumario y fue uno de los tres cónsules provisionales. Llegó a ser vicepresidente del senado. El imperio le hizo numerosos favores, pero en 1814 abandonó a Napoleón y votó por su deposición. Intentó ganar el favor del gobierno de la restauración, pero en 1816 fue exiliado en virtud de la ley contra los regicidas. 
Murió en marzo de 1816 cerca de Ulm de un accidente de carruaje. A pesar de su carencia absoluta de talento, logró el hecho excepcional de posicionarse en los cargos más altos de cada una de las etapas de la revolución francesa.